# Gran Premio Palio del Recioto 2014
Il Gran Premio Palio del Recioto 2014, cinquantatreesima edizione della corsa e valida come evento dell'UCI Europe Tour 2014 categoria 1.2U, si svolse il 22 aprile 2014 su un percorso di 179,6 km. Fu vinto dal tedesco Silvio Herklotz che terminò la gara in 4h54'28", alla media di 36,59 km/h.
All'arrivo 46 ciclisti completarono la gara.

## Ordine d'arrivo (Top 10)
| Pos. | Corridore           | Squadra        | Tempo    |
| ---- | ------------------- | -------------- | -------- |
| 1    | Silvio Herklotz     | Team Stölting  | 4h54'28" |
| 2    | Robert Power        | Australia      | a 9"     |
| 3    | Stefano Nardelli    | Gavardo Tec.   | s.t.     |
| 4    | Manuel Senni        | Team Colpack   | s.t.     |
| 5    | Lukas Spengler      | Svizzera       | a 26"    |
| 6    | Iuri Filosi         | Team Colpack   | a 35"    |
| 7    | Luka Pibernik       | Radenska       | a 1'03"  |
| 8    | Michele Scartezzini | Contin. Astana | a 1'09"  |
| 9    | Gianni Moscon       | Zalf-Euromobil | s.t.     |
| 10   | Simone Sterbini     | Pala Fenice    | s.t.     |